# Изюмская черта
Изю́мская черта́ (Изю́мская оборони́тельная линия, Но́вая ли́ния, «Новопостро́енная» черта́) — система укреплённых линий Русского царства протяжённостью 530 километров, созданная в 1679—1680 годах для защиты Русского государства  от ногайско-татарских набегов. Располагалась на территории современной Белгородской области Российской Федерации и Харьковской области Украины. Условно названа В.П. Загоровским по имени города Изюм, находившегося в средней части оборонительной линии. Начало черты было у города Усерда. Новопостроенная черта являлась ответвлением Белгородской черты и входила в состав Белгородского разряда.  Потеряла своё оборонительное значение в 30-х годах XVIII века.

## История

### Создание
Перед Русским царством в 70-е годы XVII века после потрясений от восстаний Ивана Брюховецкого (1668) и Степана Разина (1670) стояла задача укрепить своё присутствие на Слобожанщине, основную угрозу которой представляли татары. В качестве наиболее подходящего оборонительного рубежа были выбраны естественные преграды в виде рек Коломак, Мжа, Северский Донец и Оскол, по которым уже существовали старые городища.
В 1675—1676 году на реке Коломак был основан город Коломак, который впоследствии стал крайней западной точкой сооружаемой оборонительной черты. Далее черту по реке Мжа продолжили Высокополье, Новый Перекоп, Валки, Водолага, Соколов, Змиёв, затем по Северскому Донцу: Бишкин, Лиман, Андреевы Лозы, Балаклея, Савинская, Изюм по Осколу: Царёв-Борисов, Острополье, Купянское, Двуречное, Каменское, по реке Валуй: Валуйки, Полатов. Завершалась оборонительная черта на реке Тихая Сосна. Основная часть линии была построена в 1679—1680 годах. На сооружении линии трудились десятки тысяч русских и украинцев.

### Состав черты
Изюмская черта включала в себя комплекс оборонительных сооружений в виде земляных валов, деревянных оборонительных сооружений, лесных засек, а также городов и крепостей. Важнейшими земляными валами являлись Перекопский (между устьями рек Коломак и Мжа), который предназначался для перекрытия татарского Муравского шляха, и Палатовский, располагавшийся в северо-восточной части линии.

### Использование

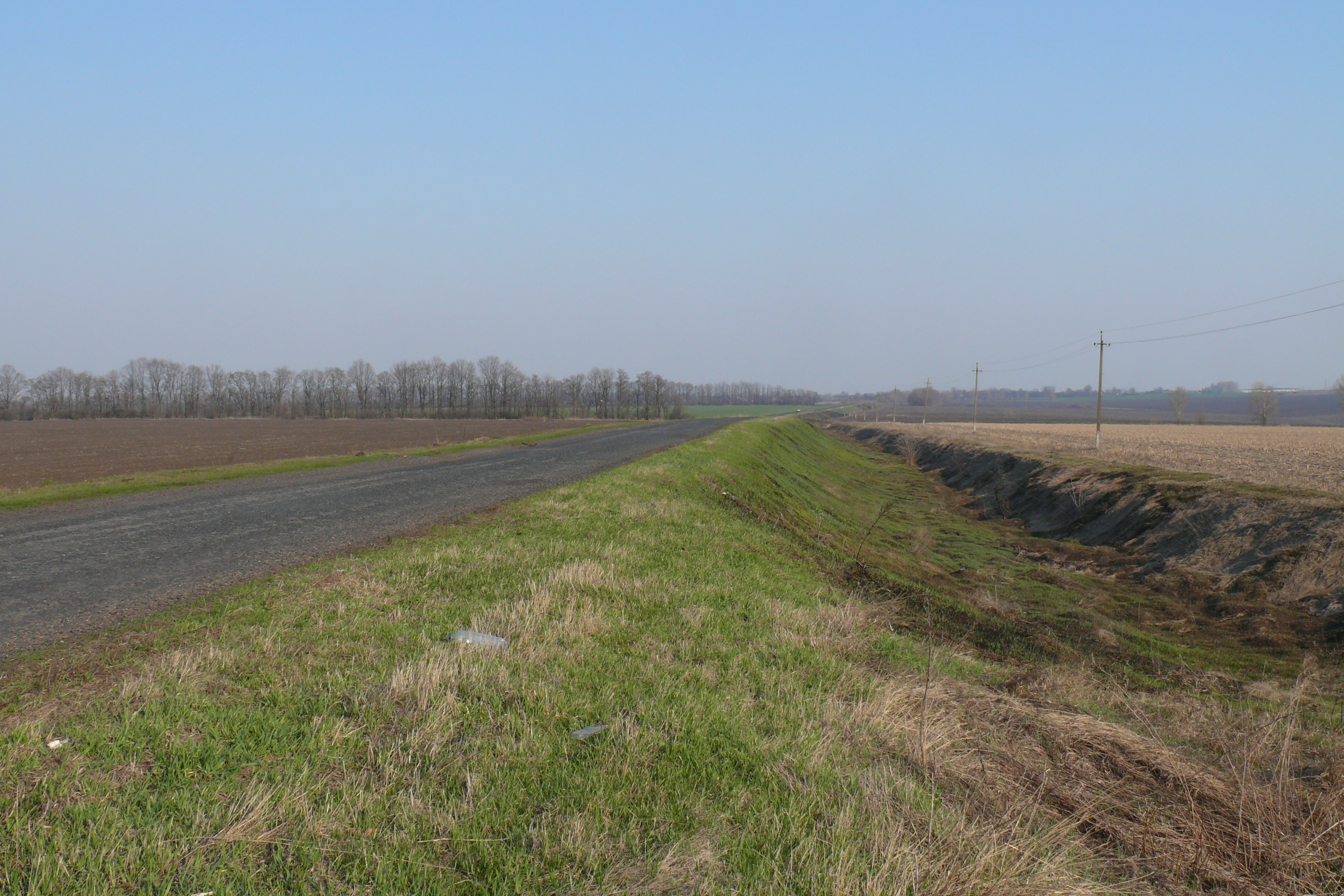
Современная автодорога, сооруженная по Перекопскому валу Изюмской черты. Район города Валки, Харьковская область

Не линии преимущественно несли службу служилые люди Слободской Украины, которые подразделялись на четыре стана: сторожа, станичники, городовые и полковые. К 30-м годам XVIII века Изюмская черта преимущественно потеряла своё оборонительное значение в связи с постройкой Украинской линии между Днепром и Северским Донцом.